# 王宏謨
王宏謨（？—？），號定甫，江西清江縣（今樟树市）人。清朝政治人物，進士出身。

## 生平
王宏謨於道光二十七年（1847年）中式丁未科張之萬榜二甲第一百零七名進士。以即用知縣分發湖南。道光二十八年署安福縣事，任內清理訴訟，賑濟災民，次年離任。《安福縣志》有其傳。咸豐二年（1852年）任湖南宜章縣知縣，同年，太平軍順湘江而下，準備向北進攻長沙，結果在蓑衣渡被江忠源的楚勇伏擊，殘部繞道寧遠、桂陽，於七月攻陷郴州，準備繼續南下。王宏謨在摺嶺布疑兵，洪秀全疑心宜章已有防備，於是转而向北進軍永興、安仁、醴陵等地，再攻長沙。咸豐四年（1854年），廣東樂昌、乳源的反清起事軍攻入宜章縣境，王宏謨會同參將李辅朝在太平墟將敵擊敗。咸豐六年（1856年），王宏謨離任。